# Třeboc
Třeboc (en allemand : Trebotz) est une commune du district de Rakovník, dans la région de Bohême-Centrale, en Tchéquie. Sa population s'élevait à 157 habitants en 2020.

## Géographie
Třeboc se trouve à 13 km au nord de Rakovník et à 52 km à l'ouest-nord-ouest de Prague.
La commune est limitée par Ročov au nord, par Pochvalov au nord-est, par Kozojedy et Kroučová à l'est, par Hředle au sud, par Řevničov au sud-est, et par Mutějovice et Domoušice à l'ouest.

## Histoire
La première mention écrite de la localité date de 1405. Jusqu'en 1923, la commune s'appelait Třebouc.

## Transports
Par la route, Třeboc se trouve à 15,5 km de Rakovník, à 19,5 km de Louny et à 58 km du centre de Prague.